# Jean-René Cazeneuve
Jean-René Cazeneuve (Párizs, 1958. június 9. –) a Reneszánsz párt (RE) francia politikusa, 2017. június 18-a óta a francia Nemzetgyűlés tagja, a Gers megye képviseletében.
2001 és 2004 között Cazeneuve az Apple franciaországi, közép-európai, közel-keleti és afrikai ügyvezető igazgatója volt.
Diplomáját a Centrale Méditerranée-n és a HEC Paris-n szerezte.
Cazeneuve a 2017-es választásokon lett először az Országgyűlés tagja. Azóta a parlament pénzügyi bizottságának tagja.
2022 óta a parlament fő előadója Franciaország éves költségvetésével kapcsolatban.